# 헤이즐 브룩스

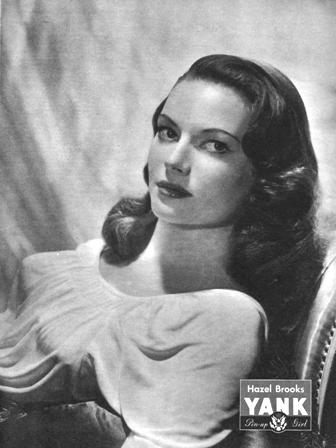

헤이즐 브룩스(Hazel Brooks, 1924년 9월 8일 ~ 2002년 9월 18일)는 미국의 배우이다.
케이프타운에서 태어났으며 벨에어에서 사망하였다.

## 영화
- 육체와 영혼 (1947년)
- 하비 걸 (1946년)
- 미트 더 피플 (1944년)
- 걸 크레이지 (1943년)
- 두 베리 워즈 어 레이디 (1943년)